# ایران من
ایران من یا مرداد گران، نام یکی از سرودهای انقلابی ایران است که در دوران انقلاب ۵۷ در آلبومی بنام «شراره‌های آفتاب» توسط سازمان چریک‌های فدایی خلق ایران منتشر و از معروفیت فراوانی برخوردار شد. متن این ترانه توسط سعید سلطانپور سروده شده و با صدای داوود شراره‌ها خوانده شده‌است. موسیقی این ترانه را مهرداد بران ساخته و تنظیم کرده‌است. صدای خواننده را گروه کر دانشجویان ایرانیِ واشینگتن همراهی می‌کند.

## مناسبت
سرود ایران من که به نام سرود مرداد گران نیز شناخته شده‌است، به مناسبت ۲۵اُمین سالگرد کودتای ۲۸ مرداد ۱۳۳۲ خوانده شده‌است. در این سرود ضمن اشاره به این رویداد، راه رهایی مردم ایران از استبداد و استعمار، انقلاب دانسته شده‌است.

## سرود
بعد از آن مرداد گران، خشم تو خفته در خاکستر تابستان
ای میهن‌ام ای ایران من، ای میهن ای زندان من
می‌درخشد شعلهٔ آفتاب، روی طوفان سرخ انقلاب
چون فدایی با خشم و خون به پیش، از دل آهن و دود و شخم و خیش
جام غم، شود نگون، شود نگون، شود نگون
گل دهد فلات خون فلات خون فلات خون
بهار خون مردمان، گل آورد، گل ارغوان، گل ارغوان، گل ارغوان
بعد از آن مرداد گران، خشم تو خفته در خاکستر تابستان
ای میهن‌ام ای ایران من، ای میهن ای زندان من
می‌درخشد شعلهٔ آفتاب، روی طوفان سرخ انقلاب
چون فدایی با خشم و خون به پیش، از دل آهن و دود و شخم و خیش
جام غم، شود نگون، شود نگون، شود نگون
گل دهد فلات خون فلات خون فلات خون
گلوله شعله‌ور شود
شب وطن، سحر شود، سحر شود، سحر شود
می‌درخشد شعلهٔ آفتاب روی طوفان سرخ انقلاب
چون فدایی با خشم و خون به پیش
(از دل آهن و دود و شخم و خیش)۳